# Eric Booker
Eric Booker (* 21. června 1969 Queens, New York) známý spíše pod svým pseudonymem Badlands Booker je americký soutěžní jedlík, rapper a YouTuber.

## Kariéra soutěžního jedlíka
Booker trénuje na soutěže v soutěžním jezení tím, že se snaží o roztahování svého žaludku a posilování svých čelistí. K roztažení svého žaludku jí najednou velké množství ovoce a zeleniny, jež zapíjí až 4 litry vody najednou. Pro posílení svých čelistí žvýká přes 20 žvýkaček naráz. Booker také tvrdí, že je soutěžním jezení zdravým sportem, což dokazuje faktem, že od začátku svého soutěžení zhubnul. V současnosti je umístěn na 21. místě žebříčku IFORCE. Booker je zároveň známý svým působením na videoplatformě YouTube, kde na svém kanálu BadlandsChugs tvoří videa, ve kterých divákům ukazuje své tréninkové techniky.

## Hudební kariéra
Od roku 2004 vystupuje Booker pod svým pseudonymem Badlands Booker i jako rapper. Texty jeho písní se často odvijí od jeho kariéry soutěžního jedlíka, což podporuje i fakt, že s nimi často vystupuje na již zmíněných závodech v soutěžním jezení. Booker se také objevil jako host na rappových albech rappera Jendora a Loser's Lounge. Většina jeho hudební tvorby je publikována na jeho YouTube kanálu BadlandsChugs.